# Contea di Oettingen
La contea di Oettingen (anche Öttingen) fu una contea del Sacro Romano Impero e dal XVII/XVIII fu Principato. 
Faceva parte del Circolo Svevo.
Nel XIX secolo anche il Principato di Oettingen era un dominio imperiale dei Conti di Oettingen e si estendeva intorno alla città imperiale di Nördlingen, con l'area centrale nel Nördlinger Ries nell'odierna Baviera e Baden-Württemberg.
Alla fine del Sacro Romano Impero nel 1806, la contea si estendeva su circa 850 km² e contava 60.000 abitanti.
Nel 1423 la contea fu divisa in Oettingen-Flochberg, Oettingen-Oettingen, Oettingen-Spielberg e Oettingen-Wallerstein